# Шорнберг, Жасмин
Жасмин Шорнберг (родилась 7 апреля 1986 года в Липпштадт) — немецкая спортсменка в гребном слаломе. Принимала участие в соревнованиях по гребному слалому с начала 2000-х годов.

## Спортивные достижения
Жасмин Шорнберг завоевала восемь медалей на чемпионатах мира по гребному слалому, организованных Международной федерацией каноэ, включая две золотые медали (дисциплина К-1: 2009, К-1 команда: 2007), две серебряные медали (К-1 команда: 2010, 2013) и четыре бронзовые медали (К-1: 2013; К-1 команда: 2006, 2009, 2011).
Чемпионка Кубка мира 2007 года в соревнованиях по гребному слалому в дисциплине К-1. Завоевала 6 медалей в дисциплине К1 (общекомандный зачет) на чемпионате Европы (4 золотых, 1 серебряную и 1 бронзовую).
На летних Олимпийских играх 2012 в Лондоне заняла 5-е место в дисциплине К-1 на байдарке-одиночке.